# Musée d'art de Chianciano

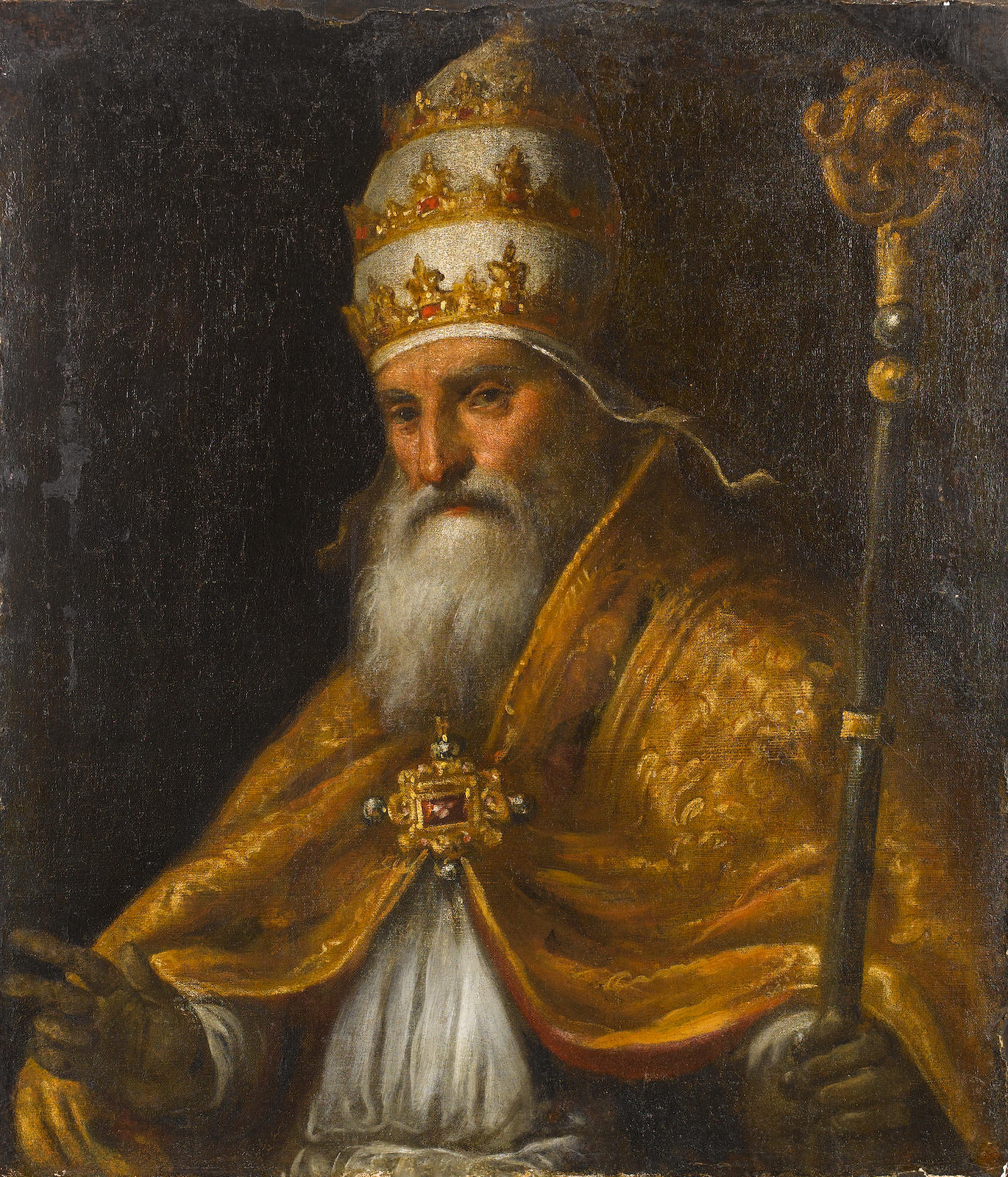
Portrait du Pape Pie V par Palma il Giovane, exposé au Musée d'art de Chianciano.

Le musée d'art de Chianciano est un musée situé dans la ville thermale de Chianciano Terme, dans la province de Sienne, en Toscane. Il possède une riche collection d'œuvres d'art ancien et contemporain.

## Les collections du musée
Les collections du musée se divisent en cinq sections :
La section « art contemporain » :
Le Musée possède une vaste collection d'art contemporain réunissant diverses écoles. On y trouve notamment des œuvres abstraites de Tom Nash et Gelindo Baron, des œuvres réalistes de Francis Turner et Jincheng Liu, des œuvres de l'inclassable Albert Louden, et bien d'autres.
La section « art asiatique ancien » :
Le Musée détient plus d'une centaine d'œuvres d'art asiatique ancien, comprenant la collection Loose. Parmi ces œuvres, on compte un grand nombre de statues, coupes, bols, assiettes, plats et pierres sculptées. On peut également admirer dans cette section une amphore datant de plus de 5 000 ans (la plus ancienne de ces antiquités) dans un parfait état de conservation. 
La section « dessins » :
La collection de dessins du musée comprend des œuvres datant du XVe siècle à nos jours et réunit de grands noms d'artistes tels Paolo Cagliari dit Véronèse, K. Ivanov, Renato Guttuso, Giovanni Domenico Tiepolo et Maximilien Luce.
La section « eaux-fortes et gravures » :
Le musée abrite une vaste collection d'eaux-fortes et gravures originales dont les plus anciennes datent du XVIe siècle. Ces œuvres proviennent d'institutions et musées internationaux renommés tels que le Cincinnati Art Museum (Ohio, USA) et le Metropolitan Museum (New York). Enfin, des noms fameux tels que Albrecht Dürer, Francisco José de Goya y Lucientes, Rembrandt ou encore Piranesi composent cette collection. 
La section des « œuvres historiques » :
Parmi les œuvres possédant une importance historique (œuvres ayant appartenu ou ayant été créées par des personnages historiques) le musée présente des œuvres de Napoléon III et de nombreux autres membres de familles royales européennes ainsi qu'une icône que le pape Pie XII offrit à la princesse Margaret.

## La biennale de Chianciano
La première édition de la biennale de Chianciano, qui s'est déroulée du 13 au 27 septembre 2009, fut l'événement-phare de l'année 2009 pour le musée d'art. Elle a eu lieu au sein même de l'institution et a regroupé des participants venus du monde entier.